# Iráklia (Macédoine-Centrale)
Iráklia (en grec moderne : Ηράκλεια) est un dème situé dans la périphérie de Macédoine-Centrale en Grèce. Le dème actuel est issu de la fusion en 2011 entre les dèmes d'Iráklia, de Skotoússa et de Strymonikó.
Iráklia, historiquement connue sous le nom de Káto Tzoumagiá (Κάτω Τζουμαγιά) ou simplement Tzoumagiá (Τζουμαγιά), est une ville également du district régional de Serrès et le siège du dème du même nom. 
Selon le recensement de 2011, la population du dème compte 21 145 habitants tandis que celle de la ville s'élève à 3 786 habitants.